# Henrique Afonso, Infante de Portugal
Henrique Afonso de Portugal (Lisboa, 17 de fevereiro de 1147 ou 5 de março de 1147 — Madrigal, 7 de outubro de 1155 ou entre novembro de 1154 e junho de 1155) foi o primeiro filho de Afonso I de Portugal e de Mafalda de Saboia. Como tal foi o primeiro Infante de Portugal e herdeiro da Coroa na história da Monarquia Portuguesa.
Em 1150 terá integrado a embaixada liderada por D. João Peculiar a Toledo.
D. Henrique, contudo, morreu ainda em criança, nunca tendo subido ao trono, que viria a ser do seu irmão mais novo, D. Sancho I. 